# Стажист
Стажист, або стажер — людина, яку прийняли на нову роботу та яка проходить випробувальний термін, протягом якого оцінюються її здібності і набувається досвід роботи у своїй спеціальності.
Персонаж-стажер часто зустрічався у радянських літературі, кінематографі та фольклорі, де зазвичай наділявся такими рисами, як наївність, незграбність, і іноді виступав об'єктом для жартів досвідченіших товаришів.

## Джерело
Словник української мови: в 11 томах. — Том 9, 1978. — С. 637.